# Championnats d'Europe de gymnastique artistique féminine 1959
Navigation
Édition précédente Édition suivante
Les 2e championnats d'Europe de gymnastique artistique féminine ont eu lieu à Cracovie (Pologne) en 1959.

## Résultats

### Concours général individuel
| Rang               | Pays               | Gymnaste         | Saut  | Barres asymétriques | Poutre | Sol   | Total  |
| ------------------ | ------------------ | ---------------- | ----- | ------------------- | ------ | ----- | ------ |
| Médaille d'or      | Pologne            | Natalia Kot      | 9.667 | 9.300               | 9.533  | 9.333 | 37.833 |
| Médaille d'argent  | Roumanie           | Elena Teodorescu | 9.467 | 9.567               | 9.533  | 9.200 | 37.767 |
| Médaille de bronze | Roumanie           | Sonia Iovan      | 9.400 | 9.367               | 9.367  | 9.267 | 37.401 |
| 4                  | Hongrie            | Aniko Ducza      | 9.433 | 9.433               | 9.468  | 8.967 | 37.300 |
| 5                  | Tchécoslovaquie    | Eva Bosakova     | 9.167 | 9.100               | 9.533  | 9.467 | 37.267 |
| 6                  | Allemagne de l'Est | Ingrid Fost      | 9.467 | 9.467               | 9.467  | 8.833 | 37.234 |
| 7                  | Union soviétique   | Polina Astakhova | 9.433 | 9.700               | 9.667  | 8.233 | 37.033 |
| 8                  | Tchécoslovaquie    | Věra Čáslavská   | 9.457 | 8.233               | 9.333  | 9.666 | 36.666 |
| 9                  | Hongrie            | Olga Tass        | 9.033 | 9.300               | 9.533  | 8.767 | 36.633 |
| 10                 | Bulgarie           | Tetranka Dimova  | 9.567 | 8.867               | 9.233  | 9.133 | 36.600 |

### Finales par engins

#### Saut
| Rang               | Pays               | Gymnaste         | Points |
| ------------------ | ------------------ | ---------------- | ------ |
| Médaille d'or      | Pologne            | Natalia Kot      | 19.010 |
| Médaille d'argent  | Tchécoslovaquie    | Věra Čáslavská   | 18.967 |
| Médaille de bronze | Allemagne de l'Est | Ingrid Fost      | 18.934 |
| 4                  | Roumanie           | Elena Teodorescu | 18.867 |
| 5                  | Yougoslavie        | Marjana Bilic    | 18.766 |
| 6                  | France             | Danièle Sicot    | 18.733 |

#### Barres asymétrique
| Rang               | Pays               | Gymnaste         | Points |
| ------------------ | ------------------ | ---------------- | ------ |
| Médaille d'or      | Union soviétique   | Polina Astakhova | 19.467 |
| Médaille d'argent  | Roumanie           | Elena Teodorescu | 19.232 |
| Médaille de bronze | Allemagne de l'Est | Ingrid Fost      | 19.034 |
| 4                  | Hongrie            | Aniko Ducza      | 18.800 |
| 5                  | Roumanie           | Sonia Iovan      | 18.800 |
| 6                  | Union soviétique   | Tamara Manina    | 18.734 |

#### Poutre
| Rang               | Pays               | Gymnaste         | Points |
| ------------------ | ------------------ | ---------------- | ------ |
| Médaille d'or      | Tchécoslovaquie    | Věra Čáslavská   | 19.166 |
| Médaille d'argent  | Rép. pop. roumaine | Sonia Iovan      | 18.867 |
| Médaille de bronze | Pologne            | Natalia Kot      | 18.800 |
| 4                  | Tchécoslovaquie    | Eva Bosakova     | 18.634 |
| 5                  | Bulgarie           | Tetranka Dimova  | 18.333 |
| 6                  | Rép. pop. roumaine | Elena Teodorescu | 17.733 |

#### Sol
| Rang               | Pays               | Gymnaste         | Points |
| ------------------ | ------------------ | ---------------- | ------ |
| Médaille d'or      | Union soviétique   | Polina Astakhova | 19.400 |
| Médaille d'argent  | Union soviétique   | Tamara Manina    | 19.200 |
| Médaille de bronze | Tchécoslovaquie    | Eva Bosakova     | 19.100 |
| 4                  | Rép. pop. roumaine | Elena Teodorescu | 19.033 |
| 5                  | Hongrie            | Olga Tass        | 18.966 |
| 6                  | Pologne            | Natalia Kot      | 18.833 |